# Sint Jan de Doper (Löwen)

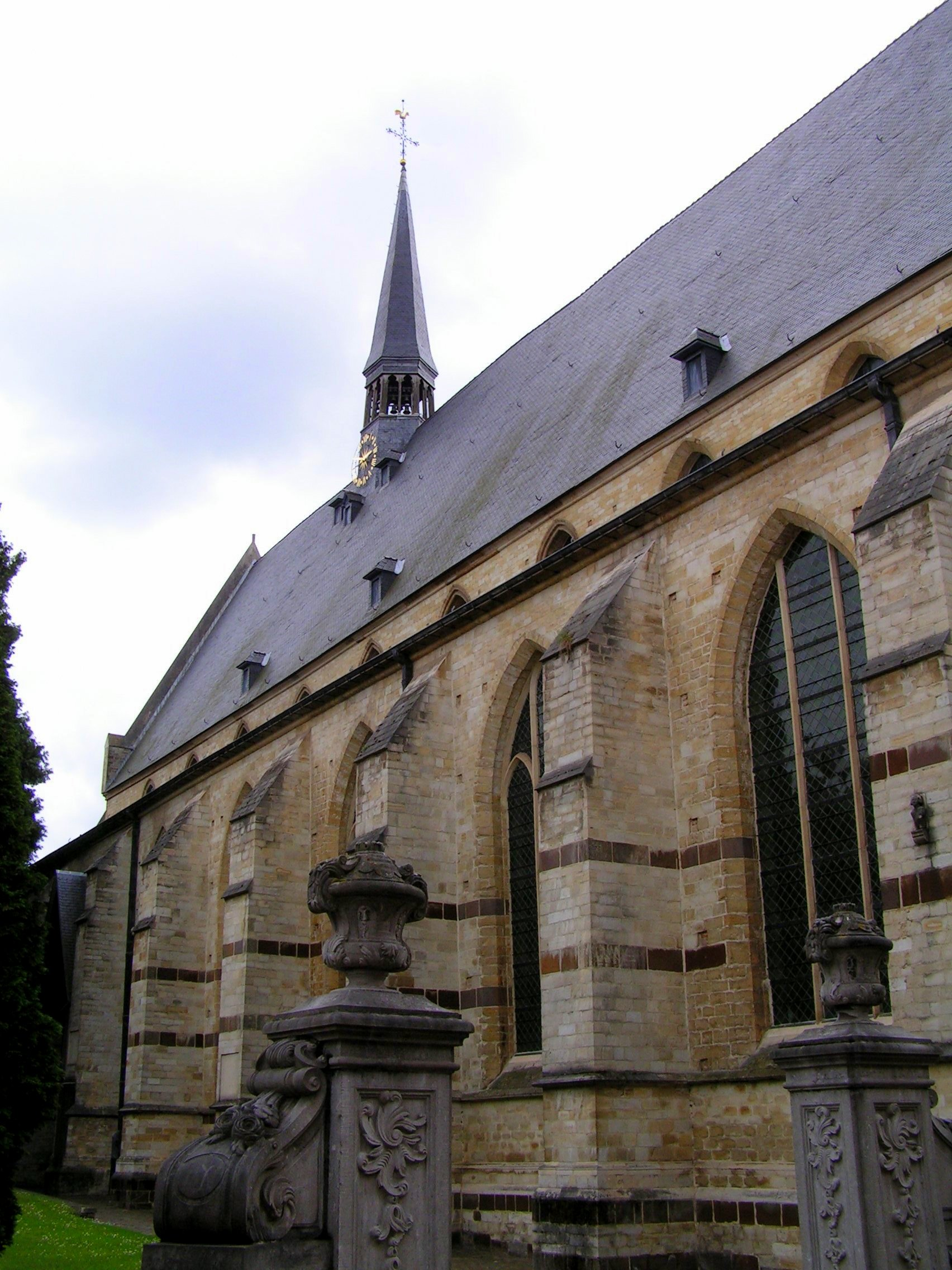
Sint Jan de Doper

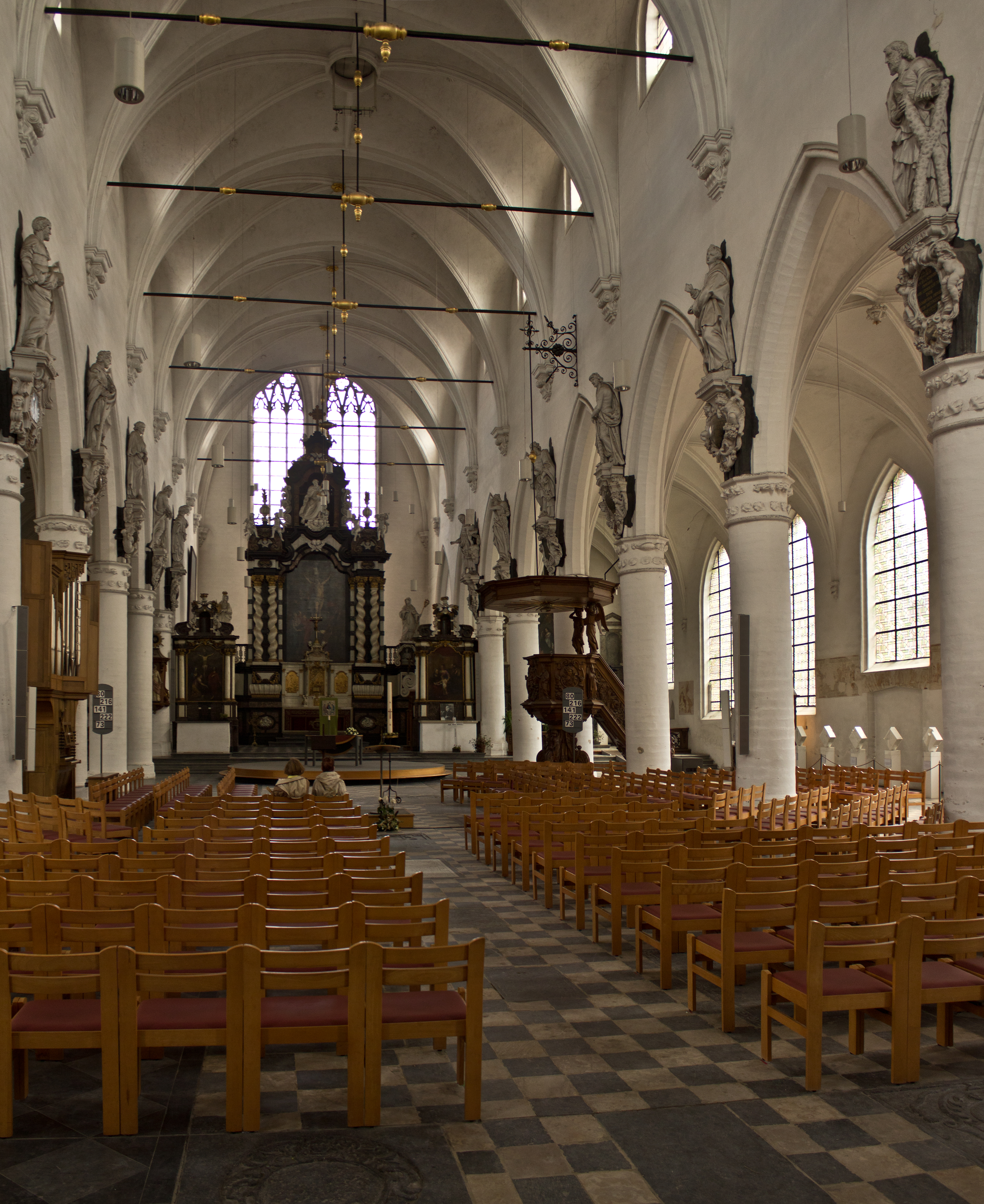
Blick durch den Innenraum

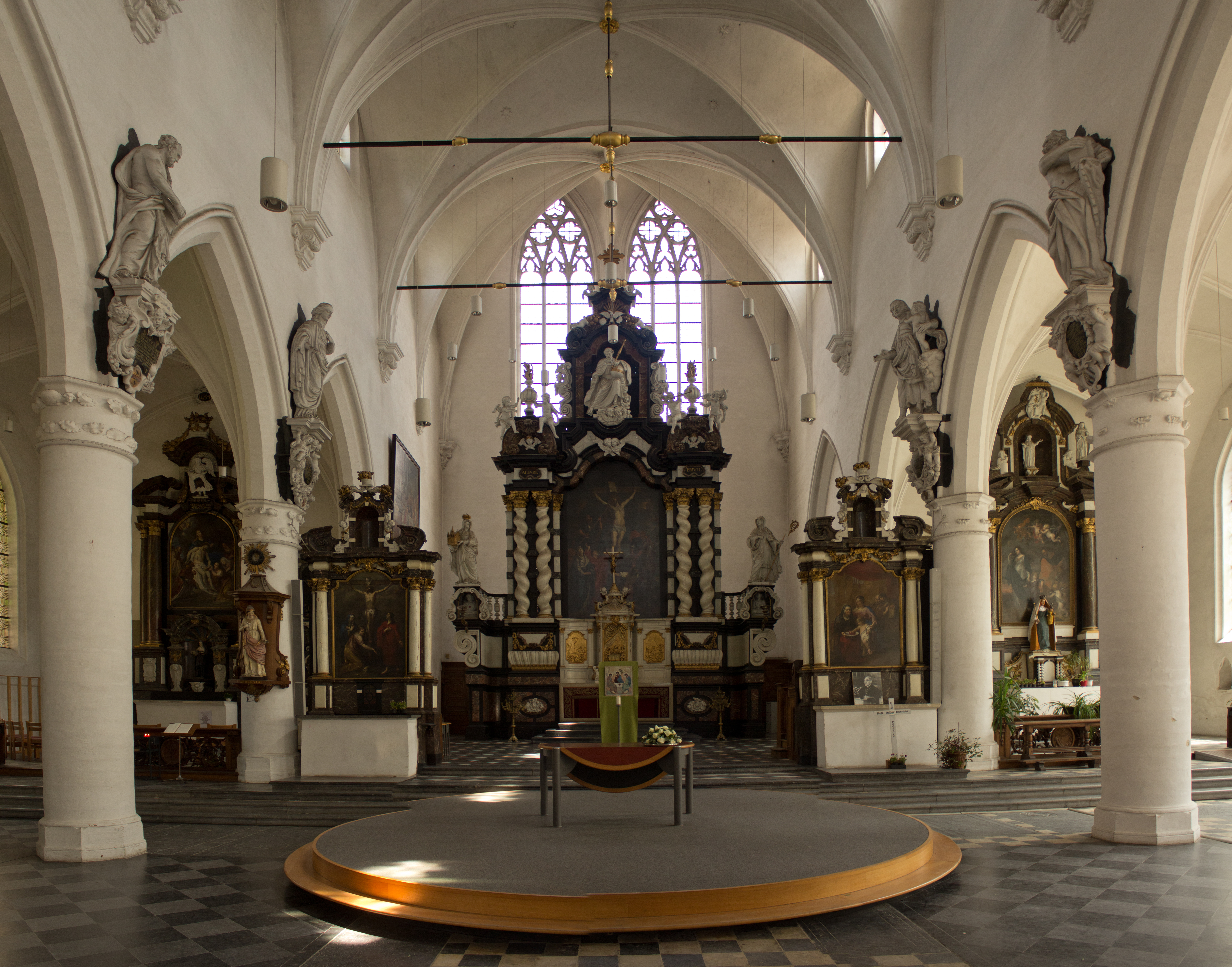
Altarraum

Sint Jan de Doper (deutsch: St. Johannes der Täufer) ist eine frühgotische Basilika mit romanischen Elementen in Löwen, Belgien. Sie liegt im Süden der Stadt im Großen Beginenhof, der seit dem 31. März 2000 auf der Liste des UNESCO-Weltkulturerbes steht.

## Geschichte
Im Jahre 1305 wurde mit dem Bau des Kirchengebäudes begonnen, wie noch heute ein Gedenkstein bezeugt. Fertiggestellt wurde Sint Jan aber erst zwischen 1421 und 1468. Während der französischen Revolution wurde das Beginenstift abgeschafft, die Kirche geschlossen und zum Abriss öffentlich versteigert. Es gelang der Gemeinde jedoch 1799 sie zurückzukaufen und seit 1803 werden dort wieder Messen abgehalten. 1937 wurde Sint Jan de Doper unter Denkmalschutz gestellt. Heute ist die Katholieke Universiteit Leuven Pächterin der Kirche; sie benutzt Sint Jan de Doper als Universitäts-Pfarrei.

## Architektur
Sint Jan de Doper ist eine schlichte frühgotische Kirche mit einigen romanischen Elementen, wie z. B. den schweren Strebepfeilern, dem Treppentürmchen und den kleinen Oberfenstern. Das Langhaus ist 9 Travéen lang, wobei 2 Travéen bereits den Chor bilden. Die Kirche besitzt keinen Turm, was typisch für die Bettelorden und Frauenklöster der damaligen Zeit war, hat aber einen eleganten Dachreiter, der seit 1998 ein Glockenspiel von 16 Bronzeglöckchen beherbergt, die im Tagesverlauf in regelmäßigen Abständen bekannte Volksmelodien spielen. An der Ostseite der Kirche verwendete man weißen Sandstein aus Gobertange (heute eine Teilgemeinde von Jodoigne) zum Bau, an der Westseite wechselt dieser Stein mit Eisensandstein ab.

## Innenraum
Der außergewöhnlich breit erscheinende Innenraum ist im barocken Stil des 17. Jahrhunderts eingerichtet. Über den Fußboden verteilt befinden sich ungefähr 90 Grabsteine von Priestern oder Beginen. Sehenswert ist das Gemälde „Christus am Kreuz“ von Pieter Jozef Verhaghen, welches sich im Chorraum befindet, sowie „Die heilige Familie“ von Jan Cossiers im rechten Seitenschiff.

## Orgel
Die Orgel wurde 1692 von dem Orgelbauer Pieter Goltfuss erbaut und ist weitgehend original erhalten. Das mitteltönig gestimmte Instrument hat 11 Register und ein Effektregister auf einem Manualwerk.
| Manualwerk C–d3 |          |    |
| 1.              | Prestant | 8′ |
| 2.              | Holpeype | 8′ |
| 3.              | Fluyte   | 4′ |
| 4.              | Nasard   | 3′ |
| 5.              | Octave   | 2′ |

| (Fortsetzung) |                |       |
| 6.            | Larigot (B/D)  | 1 ⁄3′ |
| 7.            | Sifflet (B/D)  | 1′    |
| 8.            | Mixture IV-III |       |
| 9.            | Chymbal III    |       |
| 10.           | Cornet IV      |       |

| (Fortsetzung) |               |    |
| 11.           | Trompet (B/D) | 8′ |
|               | Rossignol     |    |
|               | Tremblant     |    |